# Evil Eyes
Evil Eyes is een Amerikaanse film uit 2004 van The Asylum met Adam Baldwin.

## Verhaal
Voor de nieuwe horrorfilm van een exentrieke filmproducent moet een scenarioschrijver allerlei manieren bedenken om de personages uit de film te laten sterven. Wat hij niet weet, is dat wat hij bedenkt ook echt gebeurt.

## Rolverdeling
| Acteur         | Personage  |
| -------------- | ---------- |
| Adam Baldwin   | Jeff Stenn |
| Jennifer Gates | Tree Stenn |
| Udo Kier       | George     |
| Mark Sheppard  | Peter      |
| Kristin Lorenz | Nina       |